# Setabis alcmaeon
Setabis alcmaeon is een vlindersoort uit de familie van de prachtvlinders (Riodinidae), onderfamilie Riodininae.
Setabis alcmaeon werd in 1876 beschreven door Hewitson.